# NGC 5833
NGC 5833 (другие обозначения — ESO 42-3, FAIR 840, IRAS15066-7240, PGC 54250) — галактика в созвездии Райская Птица.
Этот объект входит в число перечисленных в оригинальной редакции «Нового общего каталога».